# Giovanni Sgambatti

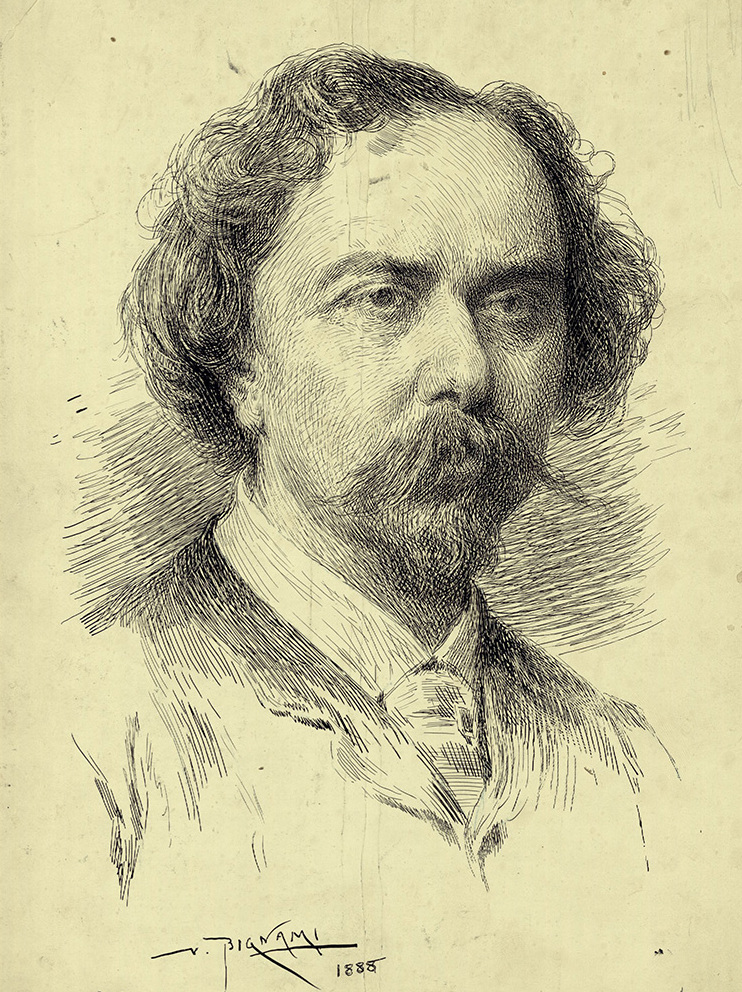
Giovanni Sgambati (Roma, 28 de maio de 1841 – 14 de dezembro de 1914), foi um pianista e compositor italiano.

## Biografia
Nascido em Roma, filho de pai italiano e mãe inglesa, Sgambati, que perdeu o pai cedo, recebeu os primeiros estudos em Trevi, na Umbria, onde escreveu música sacra e obteve experiência como cantor e maestro. Em 1860 ele se estabeleceu em Roma e começou a trabalhar para ganhar aceitação para a melhor música alemã, então pouco conhecida na Itália. A influência e o apoio de Franz Liszt, que esteve em Roma desde 1861, foram naturalmente da maior vantagem para ele, e concertos foram dados em que Sgambati regeu e tocou piano.
Suas composições neste período (1864-1865) incluíram um quarteto, dois quintetos de piano, um octeto e uma abertura. Ele regeu a Sinfonia Dante de Liszt em 26 de fevereiro de 1866 na abertura da Sala di Dante no Palazzo Poli, com 27 das pinturas de Filippo Bigioli expostas nas proximidades. Ele conheceu a música de Richard Wagner pela primeira vez em Munique, para onde viajou na companhia de Liszt. Seu primeiro álbum de canções apareceu em 1870 (Schott Music), e sua primeira sinfonia foi tocada no Palazzo del Quirinale em 1881; este, assim como um concerto para piano, foi executado durante sua primeira visita à Inglaterra em 1882; e em sua segunda visita, em 1891, seu Sinfonia epitalamio foi ministrada na Filarmônica.
Sua obra mais extensa, uma missa de réquiem, foi executada em Roma em 1901. Suas muitas obras para piano tiveram sucesso permanente. Sgambati também atuou na cena musical contemporânea como promotor da música alheia e, entre elas, Dante Alderighi. Ele também regeu as estreias italianas de obras mais recentes, como a Sinfonia de Dante de Liszt e o oratório Christus.
Ele morreu em Roma, aos 73 anos. Estudantes notáveis incluem a pianista e compositora Lucia Contini Anselmi.

## Trabalhos selecionados

### Orquestral
- Abertura Cola di Rienzo (1866)
- Concerto para piano em sol menor, op. 15 (1878-1880)
- Sinfonia nº 1 em Ré maior, op. 16 (1880-1881)
- Sinfonia nº 2 em mi bemol menor (1883-1885)

### Música de câmara
- Quarteto de cordas em ré menor (1864)
- Quinteto para piano nº 1 em Fá menor, op. 4 (1866)
- Quinteto para piano nº 2 em si bemol, op. 5
- Quarteto de cordas em dó sustenido menor, op. 17 (1882)
- Duas peças para violino e piano, op. 24 (1890)
- Gondoleira para violino e piano, op. 29 (1894)

### Piano
- Préludio et Fugue, op. 6
- Deux Études de concert, op. 10
- Fogli Volanti, op. 12
- Gavotte em Lá bemol menor, Op.14 (1880)
- Quattro pezzi di seguito, op. 18
- 3 Notturni, Op.20 (Si menor, Sol menor, Dó menor) (1873-87)
- Suite em Si menor, op. 21 (1888)
- Pièces Lyriques, op. 23
- Mélodies poétiques , op. 36
- Trois morceaux, op. 42 (1909–10): Nº 1. Prelúdio em dó sustenido menor; Nº 2. Berceuse-Rêverie em Sol bemol; No. 3. Melodia campestre (Impromptu) em F
- Étude triomphale em A, op. posth.
- Sérénade valsée em Lá bemol, Op. posth.
- Melodia de "Orfeo ed Euridice" (transcrição para piano solo de "Dance of the Blessed Spirits" da ópera de Gluck)

### Música sacra
- Messa da Requiem, op. 38 (1895–1901)